# 松田成彦
松田 成彦（まつだ なりひこ）は歯科医師。神戸市兵庫区の松田歯科医院院長、Kobe iC 神戸インプラントセンター院長。

## 略歴
- 1956年8月23日 兵庫県に生まれる
- 1972年から 関西学院高等学部アメリカンフットボール部所属
- 1974年度主将、全国高校アメリカンフットボール選手権大会優勝（5連覇）[3]
- 1981年 岐阜歯科大学（現朝日大学）卒業後、神戸市内の歯科医院に勤める
- 1984年 神戸市兵庫区に松田歯科医院開設
- 1987年 朝日大学 歯学博士取得
- 2001年 神戸歯科麻酔インプラント研究所創設
- 2007年 Kobe iC 神戸インプラントセンターに改名、日本口腔インプラント学会専門医認定[4]

## 委員など
- 日本口腔インプラント学会専門医[5]
- 精密入れ歯BPSデンチャー国際ライセンス[6]
- Kobe Modern Dental Reseach 主催
- 日本小児歯科学会認定医[7]

## 論文
- 殿内真知子, 青木浩子, 中島謙二 ほか, 成長発達期における咬合力の増大にかかわる各種要因」『小児歯科学雑誌』 1995年 33巻 3号 p.449-462, doi:10.11411/jspd1963.33.3_449
- 長谷川信乃, 松田成彦, 田村康夫 ほか, 画像解析を用いた歯列交換期における咬合接触関係の検討」『小児歯科学雑誌』 1995年 33巻 3号 p.552-564, doi:10.11411/jspd1963.33.3_552
- 田村康夫, 仲岡佳彦, 松原まなみ ほか, 乳児の吸啜反射に関する筋電図学的研究」『小児歯科学雑誌』 1996年 34巻 5号 p.1001-1006, doi:10.11411/jspd1963.34.5_1001
- 松田成彦, 長谷川信乃, 篠田圭司 ほか, 「閉口時の咬合偏位が小児咀嚼筋非対称性指数に及ぼす影響」『小児歯科学雑誌』 1997年 35巻 4号 p.706-714, doi:10.11411/jspd1963.35.4_706
- 柿原秀年, 飯沼光生, 安井清子 ほか, 「中学ラグビー部員におけるマウスガードの調査」『小児歯科学雑誌』 2001年 39巻 2号 p.416, doi:10.11411/jspd1963.39.2_416
- 田辺俊一郎, 松田成彦, 山本正剛 ほか, 「多血小板血漿（PRP）による骨形成促進に関する実験的研究」『日本口腔インプラント学会誌』 2005年 18巻 4号 p.533-539, doi:10.11237/jsoi.18.533
- 2001年6月20日 第136回岐阜歯科学会例会（一般公演）「超・極低出生体重児の咀嚼発達の問題」[8]
- 〓原康生, 松田成彦, 西田宜弘 ほか, 「開咬小児における嚥下時舌圧接運動の特徴」『小児歯科学雑誌』 48(5), 562, 2010-11-10
- 2013年4月17日 実用新案「歯の治療の補綴用ガイドプレート」 登録[9]

## 書籍
- 「インプラント治療30年 誤解だらけのインプラント治療」 学研マーケティング 2014 ISBN 978-4054061644